# レヴィの連続性定理
確率論において、フランスの数学者ポール・レヴィにちなむレヴィの連続性定理（レヴィのれんぞくせいていり、英: Lévy’s continuity theorem）、またはレヴィの収束定理（英: Lévy's convergence theorem）は、確率変数列の分布収束と、それらの特性関数の各点収束とを結び付ける定理である。
この定理は中心極限定理を証明するための一法の基礎となっており、また特性関数にまつわる主要な結果の一つである。

## 主張
次の状況を考える。
- 確率変数の列 {\displaystyle \scriptstyle \{X_{n}\}_{n=1}^{\infty }} がある。これらは必ずしも同一の確率空間上で定義されていなくてもよい。
- それらに対応する特性関数の列 {\displaystyle \scriptstyle \{\varphi _{n}\}_{n=1}^{\infty }} がある。定義より 
{\displaystyle \varphi _{n}(t)=\operatorname {E} \,[e^{itX_{n}}]\quad \forall t\in \mathbb {R} ,\ \forall n\in \mathbb {N} }
である。ここで {\displaystyle \operatorname {E} } は期待値をとる演算子。

特性関数列が何らかの関数 {\displaystyle \varphi } に各点収束する
{\displaystyle \varphi _{n}(t)\to \varphi (t)\quad \forall t\in \mathbb {R} }
ならば、以下の各命題は同値である：
- {\displaystyle X_{n}} は、ある確率変数 X に分布収束する。
{\displaystyle X_{n}\ {\xrightarrow {\mathcal {D}}}\ X,}
つまり、確率変数の累積分布関数の列が、X の累積分布関数に、収束先の関数の任意の連続点において各点収束する。
- {\displaystyle \scriptstyle \{X_{n}\}_{n=1}^{\infty }} は緊密である、つまり： 
{\displaystyle \lim _{x\to \infty }\left(\sup _{n}\operatorname {P} {\big [}\,|X_{n}|>x\,{\big ]}\right)=0}
- {\displaystyle \varphi (t)} はある確率変数 X の特性関数と一致する。
- {\displaystyle \varphi (t)} は t の連続関数である。
- {\displaystyle \varphi (t)} は t = 0 において連続である。

## 証明
厳密な証明は、参考文献に挙げた書籍を参照。